# NanoSat–1
NanoSat–1 az első spanyol, miniatürizált, ionoszféra-kutató műhold.

## Küldetés
Miniatürizált, költség- és energiafelhasználás csökkentése, szabványosított alkatrészek (napelemek, akkumulátorok, műszerek) tesztelése mikrogravitációs környezetben. Az adó- és vevő állomások tesztelése, mérési eredmények fogadása, feldolgozása.

## Jellemzői
Az űrprogramokat Instituto Nacional de Técnica Aeroespacial (INTA – Nemzeti Légügyi és Űrhajózási Űrügynökség) koordinálta. Társműholdjai a Hélios–2A; Essaim–1; Essaim–2; Essaim–3; Essaim–4; PARASOL.
Megnevezései: Nanosat–1; COSPAR: 2004-049B; Kódszáma: 28493.
2004. december 18-án a Guyana Űrközpontból egy Ariane–5 hordozórakétával állították alacsony Föld körüli pályára (LEO = Low-Earth Orbit). Az orbitális pályája 97,98 perces, 98,08 fokos hajlásszögű, elliptikus pálya perigeuma 658 kilométer, az apogeuma 666 kilométer volt.
Forgás stabilizált űreszköz. Formája kettős hatszögű csonka kúp. Tömege 20 kilogramm. Telemetria rendszere 12 óra adatrögzítésre kialakított, látható állapotban adatközlést hajtott végre. Az űreszköz felületét napelemek borították (20 W), éjszakai (földárnyék) energiaellátását kémiai akkumulátorok biztosították.
Műszerei
1. miniatűr mágneses érzékelők;
2. miniatűr fényérzékelő;
3. infravörös adatok eloszlásának, összetevőinek mérése,
4. a távközlési berendezés rögzített adatainak vétele az Antarktiszon és Madridban.